# Kantenanleimmaschine
Eine Kantenanleimmaschine verklebt Kantenmaterial wie Massivholzanleimer, Furnierstarkkanten, Furnierkanten oder PVC-Kanten an Kanten von Plattenmaterialien. Kanten gibt es in der Stärke von 0,3 mm bis 4 mm. An- oder Umleimer sind 4 mm und stärker.

## Aufbau und Arbeitsweise
Eine Kantenanleimmaschine besteht aus mehreren Elementen.
- In die Grundmaschine oder das Gehäuse sind alle Aggregate eingebaut.
- Die Brücke ist je nach Stärke des zu verarbeitenden Plattenmaterials zu verstellen.
- Das Förderband ist in Brücke und Gehäuse eingebaut und verhindert ein Verrutschen der zu verarbeitenden Materialien während der Bearbeitung. Es besteht im unteren Teil aus einer motorisch angetriebenen Förderkette und im oberen Teil aus Anpressrollen, bei neueren Modellen manchmal auch aus einem Riemenband.

## Aggregate
Die meisten Aggregate sind für die beidseitige Bearbeitung doppelt ausgeführt.
- Die Kantenzuführung sorgt dafür, dass die Kanten oder Massivholzanleimer bis zum Zusammentreffen mit der Platte vorgeschoben werden. Die modernere Variante ist der Mehrkanteneinzug, bei dem viele Endloskanten eingespannt werden und je nach Bedarf die entsprechende vorgezogen wird.
- Die Kleberstation schmilzt die Patrone oder das Granulat und trägt den in verschiedenen Farben verfügbaren EVA-Kleber auf. Bei der wasserfesten Verklebung verwendet man Schmelzkleber auf Polyurethan-Basis. Mittlerweile gibt es auch alternative Systeme mit Heißluft oder Laser, wobei eine Funktionsschicht auf vorbeschichteten Kanten aufgeschmolzen wird. Diese Technik verlangt aber nach speziellem Kantenmaterial.
- Die Schlagschere trennt die Endloskante beim Einziehen ab.
- Das Kappaggregat schneidet die überstehenden Enden der Kante nochmals exakt ab und besteht meist aus je einer Einheit für Vorder- und die Hinterseite.
- Der Bündigfräser fräst die Kante an der Ober- und Unterseite plan.
- Das Formfräsaggregat profiliert die Kante durch zwei Fräsaggregate. Die Profilmesser können je nach Gebrauch verstellt oder ausgetauscht werden.
- Das Profilziehklingenaggregat bearbeitet die zuvor gefräste Kante. Dieses Aggregat wird nur bei Kunststoffkanten zugeschaltet; die beiden Ziehklingen schaben eine dünne Schicht des gefrästen Profils ab, sodass eine gleichmäßige Oberfläche entsteht. Mittlerweile gibt es hier Wechselgeräte für mehrere verschiedene Profile oder auch für die Bearbeitung von empfindlichen Materialien inklusive Schutzfolie.
- Das Eckenrundungsaggregat profiliert die Kante an der Vorder- und Hinterseite.
- Die Flächenziehklinge wird nur bei beschichteten Platten eingesetzt. Beide Klingen setzen auf der Fläche der Platte auf und entfernen überstehende Kleber- und Kantenreste.
- Das Schwabbelaggragat poliert mit zwei Filzscheiben die Kunststoffkante nochmals auf.
- Das Schleifaggregat kann die Kante nachschleifen.
- Das Sprühsystem trägt das Trennmittel, Reinigungsmittel und Schutzmittel auf.
- Das Nutaggregat fräst eine Nut in das Werkstück ein. Dies kann kantenseitig oder auch in die Werkstückoberfläche erfolgen.